# Obsessed (EP)
Obsessed es el extended play (EP) debut del trío estadounidense Yahritza y su Esencia. Fue lanzado el 22 de abril de 2022 a través de Lumbre Music. Fue producido por Ramón Ruiz más los integrantes del trío: Armando y Jairo Martínez. El 13 de julio de 2022, se lanzó una edición deluxe del EP.
Del EP se lanzaron dos sencillos: «Soy el único» y «Esta noche». Alcanzó los puestos 173 y 7 en las listas Billboard 200 y Top Latin Albums respectivamente, mientras que en Regional Mexican Albums, alcanzó la primera posición. En octubre de 2022, el EP fue certificado platino en los Estados Unidos por la RIAA.
En los Premios Grammy Latinos de 2022, el EP fue nominado a Mejor Álbum Norteño mientras que el trío fue nominado a Mejor Artista Nuevo. La versión deluxe fue nominada a Álbum Regional Mexicano Favorito en los Latin American Music Awards de 2023.

## Antecedentes
Originarios de Yakima, Washington, y de ascendencia mexicana, los integrantes de Yahritza y su Esencia (Yahritza, Armando "Mando" y Jairo Martínez), tomaron fama después de un video viral en TikTok y lograron firmar con la disquera independiente Lumbre Music. Yahritza a los 14 años escribió la canción «Soy el único», que terminaría siendo su gran éxito.
En febrero de 2022, un fragmento de «Soy el único» se volvió viral en TikTok, lo que llevó a que la canción se lanzara como sencillo oficial al mes siguiente. Es una canción de ruptura. Yahritza encontró inspiración para la letra en los comentarios que la gente dejaba en sus videos sobre sus relaciones.«Soy el único» logró un gran éxito comercial ingresando a varias listas tanto en Estados Unidos como en México. Le siguió «Esta noche» como su segundo sencillo.
El 22 de abril de 2022, el trío finalmente lanzó su primer proyecto de larga duración; el EP de cinco canciones Obsessed, con una versión deluxe que se lanzó más tarde en julio. El EP consta de tres temas escritos por Yahritza («Soy el único», «Enamorado» y «Déjalo ir»), más dos covers, «Siendo sincero» de Los del Limit y «Esta noche» de Nivel Codiciado y José Mejía. El éxito del proyecto y sus sencillos llevó al trío a ser co-firmado con Sony Music Latin, como una sociedad entre el sello y Lumbre Music.

## Sencillos
Su sencillo debut «Soy el único» fue lanzado como sencillo líder del EP el 25 de marzo de 2022. El 9 de abril de 2022, la canción alcanzó los números 20 y 29 en las listas Billboard Hot 100 y Billboard Global 200, respectivamente. También encabezó la lista Hot Latin Songs. La semana siguiente, el 16 de abril, la canción alcanzó el puesto número 12 en la lista Mexico Songs. Tras su lanzamiento como sencillo oficial, la canción encabezó el ranking de YouTube Music en Estados Unidos y alcanzó la quinta posición en México. El 21 de abril, la canción fue certificada platino en los Estados Unidos y luego logró multiplatino el 27 de octubre.
El 9 de abril, se lanzó «Esta noche» como segundo sencillo. Alcanzó el puesto 16 en la lista Hot Latin Songs. La pista «Déjalo ir» también ingresó a dicha lista, alcanzando el puesto 41.

## Desempeño comercial
En la edición del 28 de abril de 2022, el EP debutó en el número 7 en la lista Top Latin Albums, mientras que en la lista Billboard 200 ingresó en el número 173. Además, el EP encabezó la lista de Regional Mexican Albums con 8,000 unidades vendidas en los Estados Unidos. El 27 de octubre de 2022, el EP fue certificado platino en los Estados Unidos con 60.000 unidades equivalentes ganadas en el país.

## Lista de canciones
| Lista de canciones de Obsessed |                  |                        |               |          |  |
| N.º                            | Título           | Escritor(es)           | Productor(es) | Duración |  |
| 1.                             | «Esta noche»     | Bryan Rodríguez Matías | Ramón Ruiz    | 3:09     |  |
| 2.                             | «Enamorado»      | Yahritza Martínez      | Ruiz          | 2:33     |  |
| 3.                             | «Soy el único»   | Yahritza Martínez      | Ruiz          | 3:33     |  |
| 4.                             | «Siendo sincero» | Ruben Roman Leyva      | Ruiz          | 3:29     |  |
| 5.                             | «Déjalo ir»      | Yahritza Martínez      | Ruiz          | 2:57     |  |

| Lista de canciones Obsessed (Deluxe) |                      |                                    |                                      |          |  |
| N.º                                  | Título               | Escritor(es)                       | Productor(es)                        | Duración |  |
| 6.                                   | «Nadie sabe»         | Yahritza Martínez Armando Martínez | Ruiz Armando Martínez Jairo Martínez | 2:32     |  |
| 7.                                   | «Estás en mi pasado» | Ivan Cornejo                       | Ruiz Armando Martínez Jairo Martínez | 3:55     |  |

## Posicionamiento en listas
| Lista (2022)                                       | Mejor posición |
| -------------------------------------------------- | -------------- |
| Estados Unidos Billboard 200                       | 173            |
| Estados Unidos Top Latin Albums (Billboard)        | 7              |
| Estados Unidos Regional Mexican Albums (Billboard) | 1              |

| Lista (2022)                                | Mejor posición |
| ------------------------------------------- | -------------- |
| Estados Unidos Top Latin Albums (Billboard) | 49             |

## Certificaciones
| País                                                             | Certificación   | Ventas  |
| ---------------------------------------------------------------- | --------------- | ------- |
| Estados Unidos                                                   | Platino (Latin) | 60,000^ |
| ^ cifras de envíos sobre la base de la certificación por sí sola |                 |         |